# 흐엉선현
흐엉선현(베트남어: Huyện Hương Sơn / 縣香山)은 베트남 북중부 지방 하띤성의 현이다.

## 행정 구역
흐엉선현은 2시진, 23사를 관할하고 있다.

### 시진
- 포쩌우 시진 (Thị trấn Phố Châu, 庯洲市鎭)
- 떠이선 시진 (Thị trấn Tây Sơn, 西山市鎭)

### 사
- 안호아틴 사 (Xã An Hòa Thịnh, 安和盛社)
- 낌호아 사 (Xã Kim Hoa, 金華社)
- 꽝지엠 사 (Xã Quang Diệm, 光艶社)
- 선방 사 (Xã Sơn Bằng, 山憑社)
- 선빈 사 (Xã Sơn Bình, 山平社)
- 선쩌우 사 (Xã Sơn Châu, 山洲社)
- 선장 사 (Xã Sơn Giang, 山江社)
- 선함 사 (Xã Sơn Hàm, 山咸社)
- 선홍 사 (Xã Sơn Hồng, 山鴻社)
- 선낌1 사 (Xã Sơn Kim 1, 山金一社)
- 선낌2 사 (Xã Sơn Kim 2, 山金二社)
- 선럼 사 (Xã Sơn Lâm, 山林社)
- 선레 사 (Xã Sơn Lễ, 山禮社)
- 선린 사 (Xã Sơn Lĩnh, 山嶺社)
- 선롱 사 (Xã Sơn Long, 山隆社)
- 선닌 사 (Xã Sơn Ninh, 山寧社)
- 선푸 사 (Xã Sơn Phú, 山富社)
- 선떠이 사 (Xã Sơn Tây, 山西社)
- 선띠엔 사 (Xã Sơn Tiến, 山進社)
- 선짜 사 (Xã Sơn Trà, 山茶社)
- 선쭝 사 (Xã Sơn Trung, 山中社)
- 선쯔엉 사 (Xã Sơn Trường, 山長社)
- 떤미하 사 (Xã Tân Mỹ Hà, 新美河社)